# Thomas Bäumer

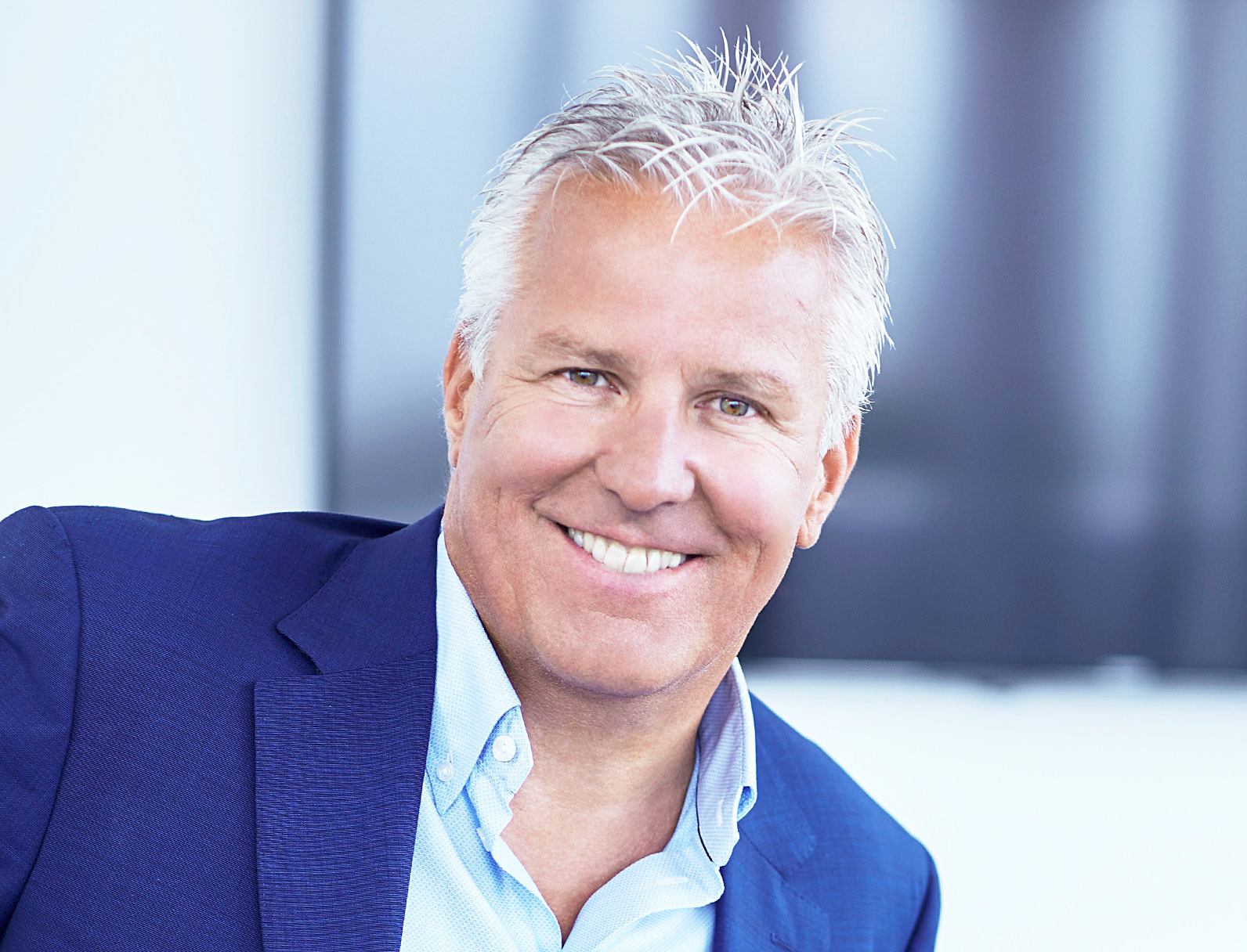
Thomas Bäumer

Thomas Bäumer (* 16. Juni 1963 in Münster, Westfalen) ist ein deutscher Manager und ehemaliger Verbandsfunktionär im Bundesarbeitgeberverband der Personaldienstleister. Er ist Geschäftsführer der Colosseum Dental Deutschland GmbH.

## Leben
Thomas Bäumer absolvierte von 1969 bis 1979 die Schulzeit in seiner Heimatstadt Münster. Anschließend durchlief er eine Lehre als Gas- und Wasserinstallateur und arbeitete mehrere Jahre im Ausbildungsbetrieb; danach war er als selbständiger Handelsvertreter tätig. 1988 trat er in ein münstersches Zeitarbeitsunternehmen ein und stieg dort zum geschäftsführenden Gesellschafter auf. Das Unternehmen wurde im Jahr 1998 von der Investmentgesellschaft AHL Service Inc aus Atlanta (USA) erworben und firmierte ab 2001 unter dem Namen Tuja Zeitarbeit. Aufgrund der durch die so genannten Hartz-Reformen eingeleitete Deregulierung des deutschen Arbeitsmarktes sahen Bäumer und die Unternehmensgründer ein hohes Wachstumspotenzial und  beteiligten sich 2004 erneut signifikant am Unternehmen.
Von 2014 bis Dezember 2016 war Bäumer Geschäftsführer der Adecco Operations Germany, die die Dachorganisation der Tuja-Gruppe und der Adecco Personaldienstleistungen Deutschland und Österreich sowie deren Tochtergesellschaften bildet. Im Januar 2017 wechselte Bäumer als Vorsitzender in den Beirat Adecco/Tuja. Er gehört weiteren Aufsichtsräten verschiedener Unternehmen an. Januar 2018 wurde Thomas Bäumer  Geschäftsführer der Colosseum Dental Deutschland GmbH. Die Colosseum Dental Deutschland ist eine 100%ige Tochter der Colosseum AG (Zürich), die  wiederum zur Jacobs Holding AG gehört, und baut in Deutschland einen Praxisverbund für Zahnheilkunde auf.

## Verbandsarbeit
Im Jahr 1998 war Thomas Bäumer Gründungsmitglied und Gründungsvorstand des Interessenverbandes Deutscher Zeitarbeitsunternehmen (IGZ). 2002 verließ er den Verband und wechselte mit seinem Unternehmen zum Bundesverband Zeitarbeit (BZA). Von 2003 bis 2010 war Thomas Bäumer Vizepräsident des BZA, von 2011 bis Ende September 2018 Vizepräsident der Nachfolgeorganisation Bundesarbeitgeberverband der Personaldienstleister (BAP). Bäumer war als Mitglied der BZA Tarifkommission und deren späterer Verhandlungsführer maßgeblich an der Entstehung des Tarifvertrags Zeitarbeit zwischen BZA und dem Deutschen Gewerkschaftsbund (DGB) beteiligt. Er war Verhandlungsführer der Arbeitgeberseite in den Tarifgesprächen des BZA bzw. BAP mit dem DGB. Darüber hinaus wurde Thomas Bäumer zum Beginn des Jahres 2012 zum Vorsitzenden der zum selben Zeitpunkt gegründeten Verhandlungsgemeinschaft Zeitarbeit (VGZ) berufen. Mit diesem Konstrukt sprachen die Zeitarbeits-Branchenverbände BAP und der Interessenverband Deutscher Zeitarbeitsunternehmen (IGZ) in Tariffragen erstmals mit einheitlicher Stimme. Bäumer handelte für die VGZ am 22. Mai 2012 einen ersten Equal-Pay-Tarifvertrag für die Metall- und Elektroindustrie aus, der zur Annäherung des Lohnniveaus von Zeitarbeitnehmern und Stammbelegschaften beitrug. Im September 2018 schied Bäumer nach über 20 Jahren aus der Branchen-Verbandstätigkeit aus. Im November 2013 wurde Thomas Bäumer Präsidiumsmitglied der Bundesvereinigung der Deutschen Arbeitgeberverbände (BDA).

## Engagement in Sport und Gesellschaft
Im karitativen Bereich engagiert sich Thomas Bäumer als Förderer und Kuratoriumsmitglied des Vereins Roter Keil, der gegen Kinderprostitution kämpft. Zudem ist Bäumer Vorsitzender des Betriebsarztzentrums Münster e. V. Im Dezember 2016 unterstützt Bäumer gemeinsam mit Joey Kelly im Rahmen des 160-Kilometer-Mauerlaufes die José Carreras Stiftung.
Bäumer ist Kuratoriumsmitglied der Wirtschaftlichen Gesellschaft für Westfalen und Lippe e.V., die alle zwei Jahre den Internationalen Preis des Westfälischen Friedens vergibt.
Seit 2003 ist er Vorsitzender des „Betriebsarztzentrums Münster e.V.“, dessen Vorstand er seit 1998 angehört.
Bei der Sportlerwahl 2011 wurde Bäumer mit dem münsterschen Sport-Oscar ausgezeichnet, den die Sportredaktion der Westfälischen Nachrichten seit 1999 an Personen verleiht, die sich um den Sport in Münster verdient gemacht haben.
2016 wurde Thomas Bäumer mit dem Bundesverdienstkreuz am Bande für sein Engagement in der Zeitarbeitsbranche sowie für seinen gesellschaftlichen und sozialen Einsatz geehrt.